# Pielaszkowice
Pielaszkowice est une localité polonaise de la gmina d'Udanin, située dans le powiat de Środa Śląska en voïvodie de Basse-Silésie.

## Histoire
De 1742 à 1932, Pläswitz fait partie de l'arrondissement de Striegau dans le district de Breslau au sein de la province de Silésie.